# Elthusa ochotensis
Elthusa ochotensis is een pissebed uit de familie Cymothoidae. De wetenschappelijke naam van de soort is voor het eerst geldig gepubliceerd in 1979 door Kussakin.